# Witbuiknothura
De witbuiknothura (Nothura boraquira) is een vogel uit de familie tinamoes (Tinamidae). De wetenschappelijke naam van de soort is voor het eerst geldig gepubliceerd in 1825 door Spix.

## Beschrijving

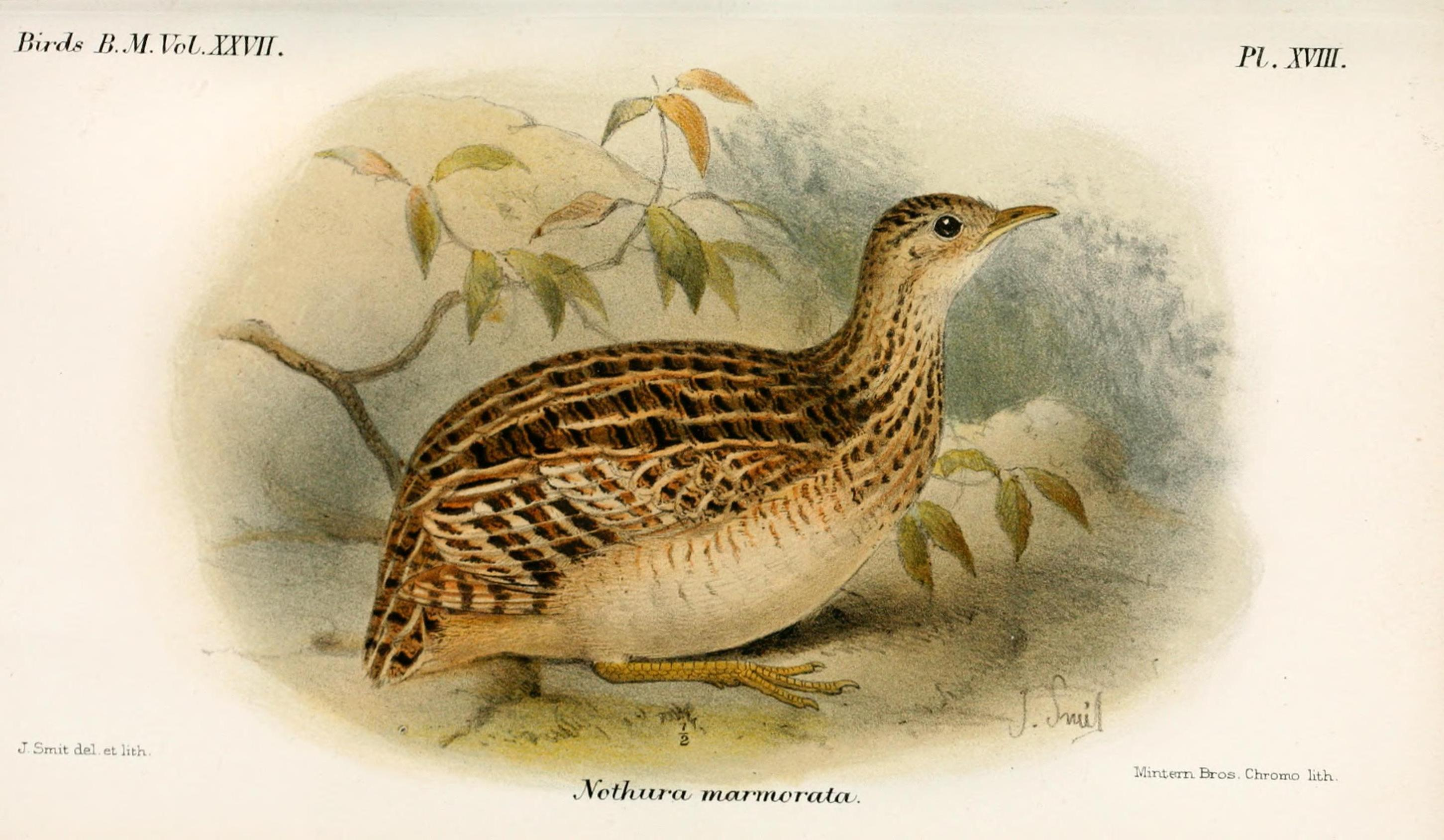

De witbuiknothura wordt ongeveer 27 cm groot. De rug is lichtbruin met zwarte en witte strepen. De keel en nek zijn wit en vaalgeel, de borst is vaalgeel en de buik wit. De poten zijn opvallend geel.

## Voedsel
De witbuiknothura eet vooral vruchten die op de grond gevallen zijn, of van lage struiken. Hij eet ook bloemen, bladeren, zaden en wortels.

## Voortplanting
Het mannetje paart met ongeveer vier vrouwtjes, die het nest op de grond bouwen (in dicht struikgewas) en de eieren leggen. Daarna broedt het mannetje de eieren uit en voedt de jongen op (wat ongeveer 2-3 weken duurt).

## Voorkomen
De soort komt voor van oostelijk Brazilië tot oostelijk Bolivia en noordoostelijk Paraguay.

## Beschermingsstatus
Op de Rode Lijst van de IUCN heeft de soort de status niet bedreigd.